# Denver Art Museum

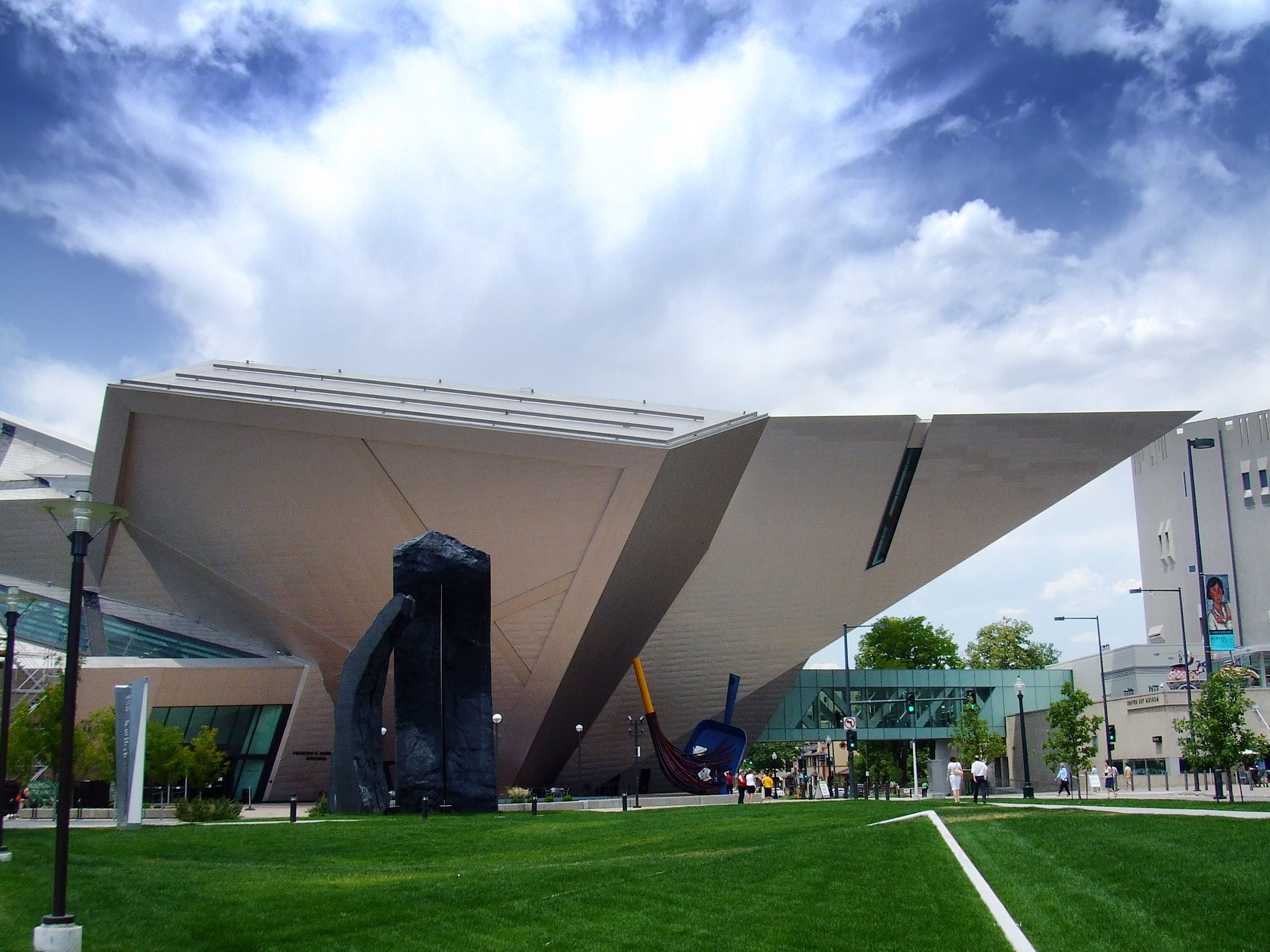
Hamiltonbyggnaden.

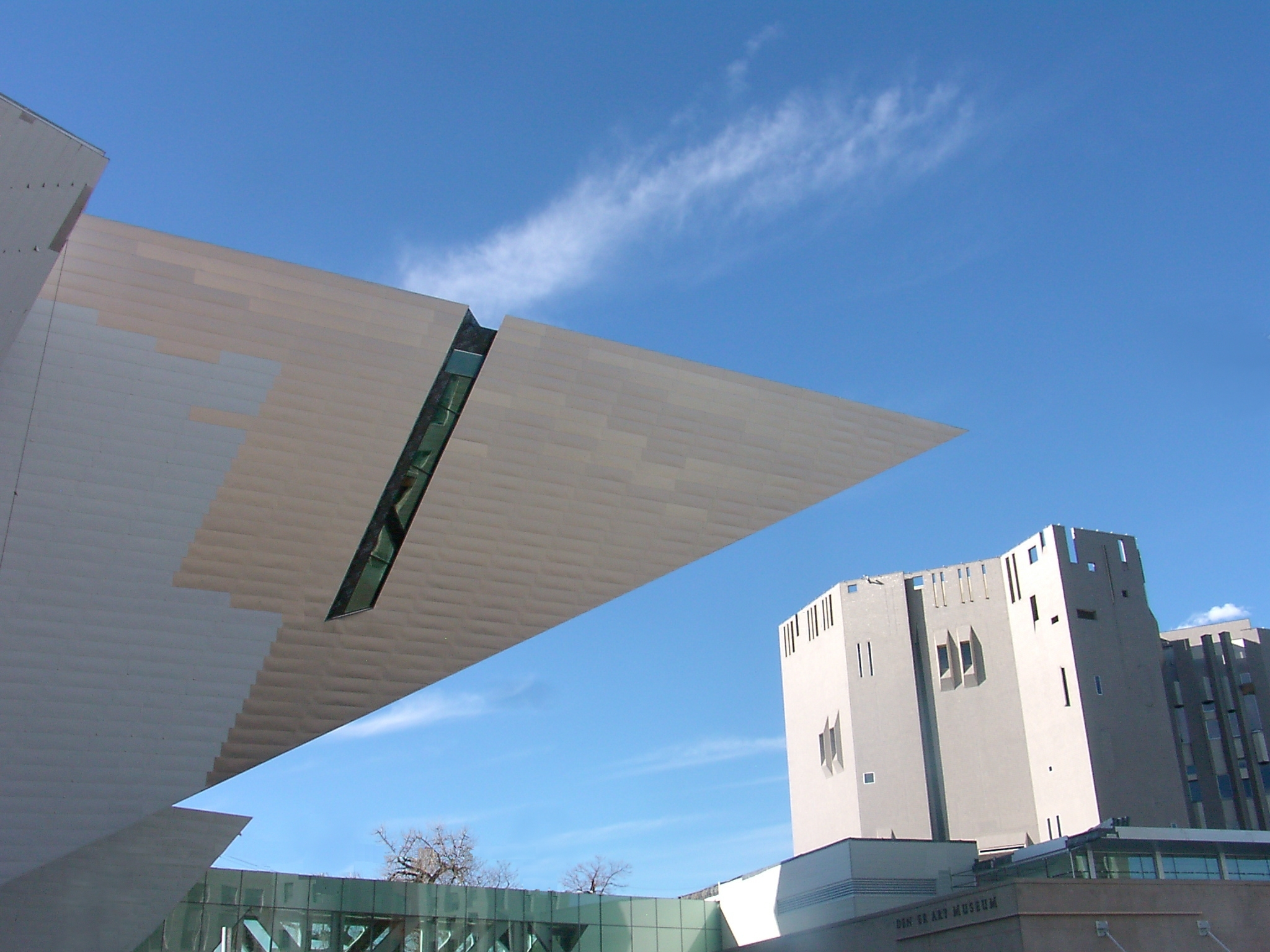
Hörn på Hamiltonbyggnaden.

Denver Art Museum är ett konstmuseum i Denver i Colorado i USA.
Denver Art Museum grundades 1893 i Civic Center Park i Denvers centrum. I museets samlingar ingår en stor samling av indianskt hantverk.
Konstmuseet grundades som Denver Artists Club och bytte 1916 namn till Denver Art Association. Sitt nuvarande namn fick museet 1932. Det fick en egen byggnad, Chappell House, genom en donation 1922 och köpte en större fastighet, Schleir Gallery, 1948 vid södra sidan av Vivic Center Park.  År 1954 öppnades den södra flygeln, Morgan Wing, för att ge museet möjlighet att ta emot en större donation. 
År 1971 öppnade en stor tillbyggnad, den borgliknande North Wing, ritad av Gio Ponti. Fortsatt utbyggnad skedde 2006 dels med den av Daniel Libeskind ritade Frederic C. Hamilton Building och med Duncan Pavillion, som bider samman Morgan Wing med Hamilton Buiulding.
Museet ägs och administreras av en ideell organisation som är fristående från staden Denver. Finansieringen sker bland annat genom en särskild omsättningsskatt på en promille i sju counties i Denver-Aurora metropolitan area.  Omkring 60 % av skatteintäkterna används till Denver Art Museum och tre andra kulturinstitutioner i Denver (Denver Botanic Gardens, Denver Zoo och Denver Museum of Nature and Science).